# Marco Galati
Marco Galati (Corigliano Calabro, 23 giugno 1983) è un giocatore di calcio a 5 italiano, di ruolo portiere.
Ha fatto parte della Nazionale di calcio a 5 italiana.